# Résidence du Moulin
La Résidence du Moulin, communément appelé garage du Moulin, est un immeuble à appartement et garages située dans le quartier de la Ville-Basse le long du Boulevard Joseph Tirou à Charleroi (Belgique). Il a été construit en 1952 par l'architecte Marcel Leborgne pour le Garage du Moulin.

## Histoire
Le boulevard Joseph Tirou se situe à l'emplacement d'un bras de la Sambre. Le projet de remblayer le lit de la rivière pour y créer une nouvelle artère date du début des années 1930. Le comblement de la rivière commence en 1931 mais est interrompu par la guerre. Le boulevard est inauguré le 11 octobre 1948.

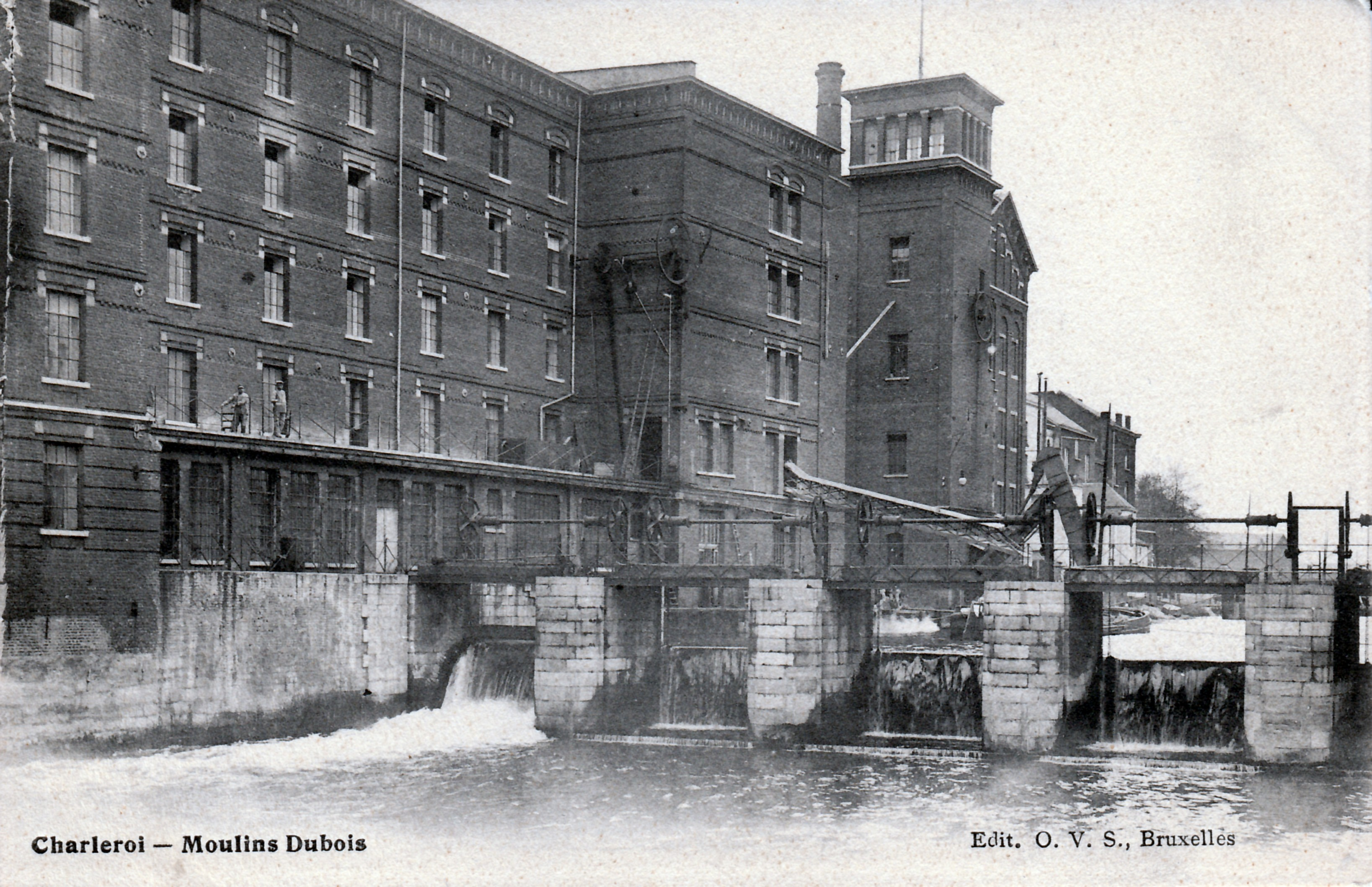
Moulins Dubois ou moulin de la Sambre vers 1910.

Avant le comblement de la rivière, l'emplacement occupé par l'immeuble l'était par des moulins depuis 1687. Le premier fait suite à un projet présenté aux autorités militaires de la ville par deux particuliers, Albert Michaux et Jean Delenne. Leur projet, au départ une entreprise de meunerie, prévoit d'installer une retenue au travers de la rivière tant pour pouvoir créer une inondation renforçant la protection de la forteresse que pour construire un moulin à grains et des fouleries d'étoffe. Il prévoit également la création d'une écluse pour faire passer des bateaux avec plus de charge et de facilités. Le projet est accepté, et un octroi du roi Charles II accorde un monopole pour la mouture des blés des habitants de la ville. Ce monopole se poursuit au bénéfice des propriétaires successifs, dont la famille Desandrouin, jusqu'à la Révolution française,.
Le dernier moulin situé à cet emplacement est un moulin à vapeur construit vers 1900 sous le nom de « Moulin de la Sambre ». Il cesse de fonctionner vers 1920 et fait place à un garage dit « du Moulin » vers 1925.

## Architecture
Ce projet réalisé par Marcel Leborgne peut être considéré comme une véritable « machine à habiter » car il intègre de multiples services dans la programmation architecturale. Le bâtiment abrite des maisons, des bureaux, des magasins et des garages. Au départ, une station-service était également prévue. Ce choix très rationnel d'un programme commun a été mis en place pour réduire le coût élevé du terrain.
Le programme architectural est facilement lisible depuis la façade rationaliste, ne manquant pas de richesse décorative et d'attention aux détails. L'axe central qui émerge en creux de la volumétrie distribue la circulation verticale des six étages grâce à un escalier et deux ascenseurs. Le reste de la façade principale est caractérisé par un maillage structurel en béton armé qui permet un apport important de lumière.